# Ulemá

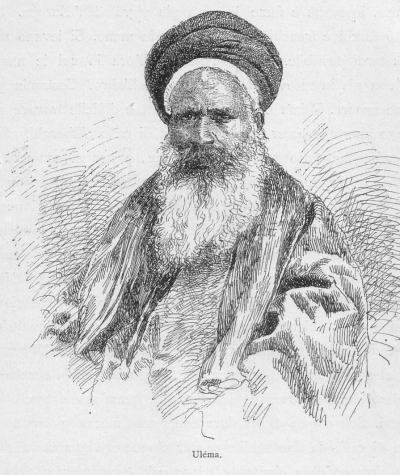
Um ulemá otomano.

Um ulemá ou álime (em árabe:  علماء ʿulamāʾ , singular عالِم ʿālim, "erudito", "sábio", "conhecedor [da lei]") é um teólogo ou sábio e versado em leis e religião, entre os muçulmanos. Os ulemás são conhecidos como árbitros da charia, o direito islâmico. Embora sejam especialmente versados em direito islâmico, alguns também estudam outras ciências, como filosofia, teologia dialética e hermenêutica alcorânica. Os campos estudados e a sua importância variam conforme a tradição e a escola.
Num sentido mais amplo, o termo "ulemá" é empregado para descrever o corpo de clérigos muçulmanos que completaram vários anos de estudo das ciências islâmicas, como um mufti, um cádi, um alfaqui ou um muhaddith. Alguns muçulmanos incluem no escopo deste termo os mulás, imames e maulvis de vilarejo — que atingiram apenas os degraus mais baixos da escada acadêmica islâmica; outros muçulmanos diriam que os clérigos devem ter padrões mais altos para ser considerados ulemás.
Os ulemás são muito poderosos na tradição xiita do Islã. Após a Revolução de 1979 no Irã, facções do clero xiita iraniano, sob a chefia de Khomeini, assumiram o controle do país, com a justificativa da doutrina da "tutela dos juristas" (Wilayat-i Faqih). O regime do Talibã, no Afeganistão, também era chefiado por um mulá, Omar. Entretanto, na maioria dos países, os mulás são apenas autoridades locais.
A segunda metade do século XX assistiu a uma progressiva perda de influência e autoridade dos ulemás, exceto na Arábia Saudita e no Irã. Muitos governos árabes seculares buscaram reduzir a sua influência na política, após chegarem ao poder. As instituições religiosas foram nacionalizadas e o sistema de waqf (ou doações religiosas), que era a principal fonte de renda dos ulemás, foi abolido.